# La Tentation de saint Antoine (film 1898)
La Tentation de saint Antoine (La tentazione di sant'Antonio) è un cortometraggio diretto da Georges Méliès (Star Film 169) della durata di circa 1 minuto in bianco e nero.
Il film si basa sulla tecnica dell'arresto della ripresa che fa apparire/sparire i personaggi. Non mancava nel film una certa carica erotica data dalle fanciulle tentatrici.

## Trama
La scena è ambientata in una sorta di grotta, dove sant'Antonio abate (Méliès) sta pregando davanti a un grande crocifisso (di legno o cartone dipinto). Improvvisamente appare una fanciulla per tentarlo, ma il santo la schiva, inginocchiandosi in preghiera. Essa sparisce, ma poi ne riappaiono due, che il santo scaccia via. Preso in mano il teschio ai piedi del crocifisso, lo bacia in segno di penitenza, ma esso si trasforma in ragazza, facendo inorridire il santo, che viene circondato da tre fanciulle che fanno il girotondo attorno a lui. Esse spariscono, ma subito di nuovo appare una ragazza addirittura sul crocifisso; ma un angelo alla fine porrà termine alle sue pene.